# 李质忠
李质忠（1914年—2002年6月28日）福建上杭才溪岭和村人，中国共产党及中华人民共和国官员，中共中央办公厅副主任，中华人民共和国第四机械工业部副部长。

## 生平
李质忠1929年参加中国共产党领导的革命，1930年加入中国共产主义青年团，1933年加入中国共产党。曾在共青团杭武县委、少共福建省委、少共中央局和中共苏区中央局从事文书工作，1934年调到中央军委机要科工作，参加了长征。1937年到1949年，历任中央和中央军委机关副科长、科长、处长、中共中央机要局副局长，1940年到1941年先后兼任王稼祥、叶剑英的秘书。 
中华人民共和国成立后，李质忠任中共中央办公厅机要局局长，兼任国防科委研究所所长等职务。1962年至1964年，带职到基层工作，任中共福建省委委员、中共晋江地委副书记，1965年11月任中共中央办公厅副主任、党委副书记。“文化大革命”中下放劳动。1977年4月任中华人民共和国第四机械工业部党组成员、副部长。1979年1月任中共中央办公厅副主任、党委副书记，1982年4月兼任中央保密委员会办公室常务副主任，主持日常工作，1983年离休。李质忠是中国共产党第七、第八次全国代表大会代表，第一、二、三届全国人民代表大会代表。
2002年6月28日，李质忠在北京病逝，享年88岁。